# Cressensac-Sarrazac
Cressensac-Sarrazac é uma comuna francesa na região administrativa da Occitânia, no departamento de Lot. Estende-se por uma área de 41.42 km², e possui 1.129 habitantes, segundo o censo de 2018, com uma densidade de 27 hab/km².
Foi criada, em 1 de janeiro de 2019, a partir da fusão das antigas comunas de Cressensac e Sarrazac.